# Еманципирана магия
Еманципирана магия (на английски: Equal Rites) е комичен фентъзи роман на Тери Пратчет. Публикуван през 1987 г., това е третият роман от поредицата Светът на диска и първият, в който главен герой не е Ринсуинд, като се поставя началото на поредицата Вещиците.
Романът представя Баба Вихронрав, която се появява отново в няколко по-късни романа от Светът на диска. Главната героиня Ескарина Смит се завръща отново във В черно като в полунощ, който е публикуван 23 години по-късно.

## Сюжет
Магьосникът Тъпан Пънски разбира, че скоро ще умре и предприема пътуване до място, където ще се роди осми син на осми син. Такова момче би се превърнало в магьосник и Тъпан Пънски иска да предаде на детето своя жезъл, и да го направи свой наследник.
Обаче роденото дете е всъщност момиче – Ескарина. След като Тъпан Пънски разбира за грешката, която е направил, вече е твърде късно тя да бъде поправена, защото жезълът вече принадлежи на нея.
Докато Ескарина расте става ясно, че тя притежава неконтролируема сила, затова Баба Вихронрав решава да предприеме пътуване до Невидимия университет в Анкх-Морпорк. Но жена магьосник е нещо нечувано на Светът на диска.
Ескарина прави неуспешен опит да влезе в Невидимия университет, но след това благодарение на Баба Вихронрав успява да проникне в университета като прислужница. Докато е в университета тя следи развитието на начинаещия магьосник Саймън, когото среща по време на пътуването си до Анкх-Морпорк. Саймън се откроява с откриването на нови магии, но случайно отваря портал към тъмните измерения...